# Ipoh

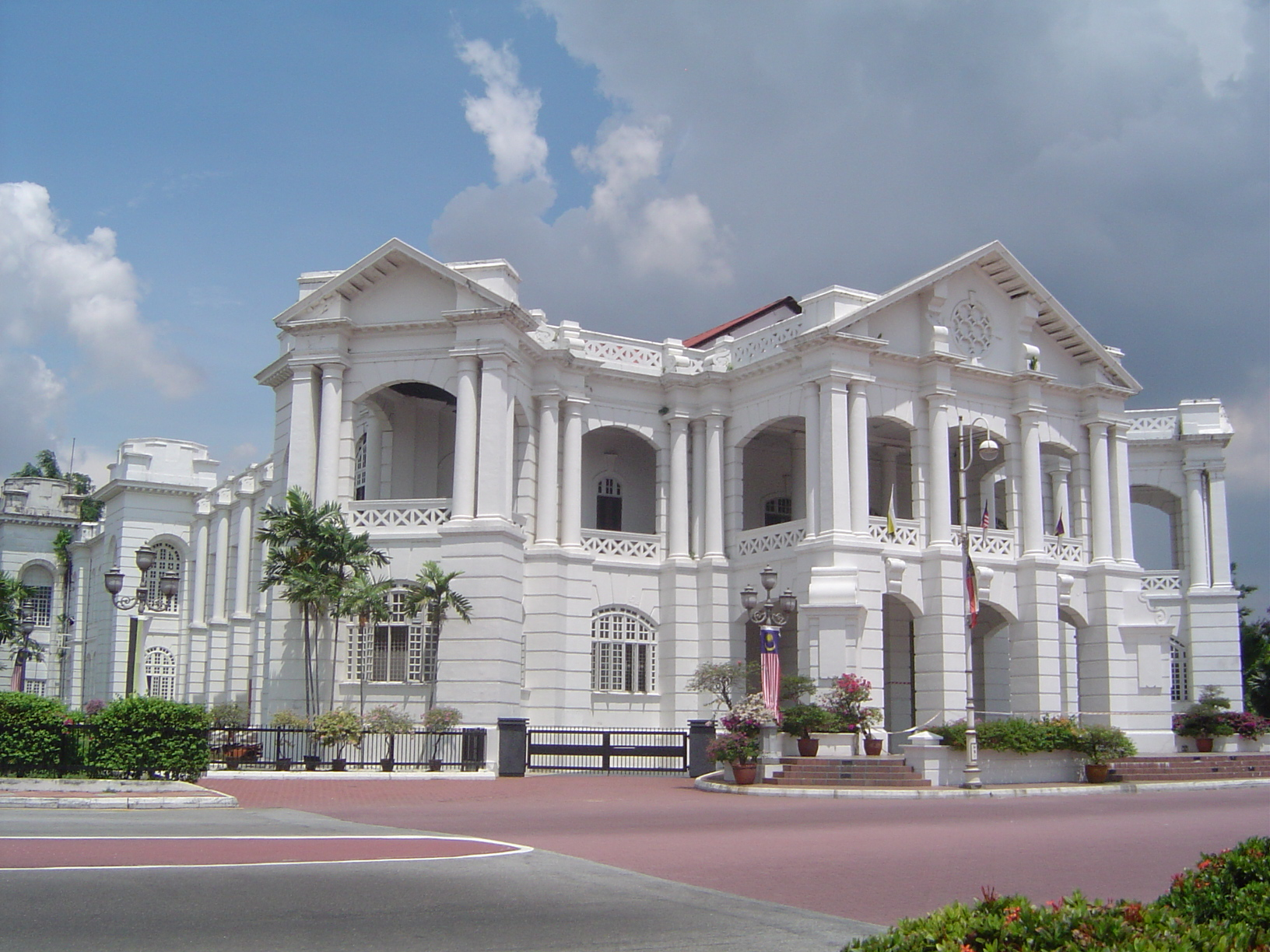
Stadshuset i Ipoh.

Ipoh är en stad i västra Malaysia, cirka 200 kilometer norr om Kuala Lumpur, och är den administrativa huvudorten för delstaten Perak. Den är en av landets största städer och hade 536 832 invånare vid folkräkningen 2000. Staden är samtidigt huvudort för ett av delstatens nio distrikt, Kinta. Cirka 70% av stadens invånare är av kinesiskt ursprung.